# Pássaros de Asas Cortadas
Pássaros de Asas Cortadas é um filme português realizado por Artur Ramos em 1963. 

## Intérpretes
- Lúcia Amram : Elsa
- Paulo Renato : Eduardo
- Ruy de Carvalho : Francisco
- Leónia Mendes : Rosa, Mulher de Francisco
- Hugo Casaes : Frederico Azevedo Lopes
- Morais e Castro : Rodrigo
- Júlia Buísel : Odete
- Gérard Castello Lopes : Manuel, o Médico